# Agnès de Cicon
Agnès de Cicon, död 1317, var tetrark eller regerande baronessa av Kárystos i Tetrarkin Negroponte på Euboea mellan 1296 och 1317.
Hon var dotter till Guy de Cicon, tetrark-baron av Karystos. Karystos liksom hela Negroponte var ockuperat av Kejsardömet Nicaea 1278-1296. 
Hon kunde 1296 göra anspråk på sitt arv och efterträda honom i Karystos. Hon gifte sig med Bonifacio da Verona, som blev hennes medregent jure uxoris. 
Hon efterträddes av sin dotter Marulla da Verona.